# Kilian Le Blouch
Kilian Le Blouch (Clamart, 7 de octubre de 1989) es un deportista francés que compite en judo.
Participó en dos Juegos Olímpicos de Verano, en los años 2016 y 2020, obteniendo una medalla de oro en Tokio 2020, en la prueba de equipo mixto.
En los Juegos Europeos de Minsk 2019 consiguió una medalla de bronce en la prueba de equipo mixto. Ganó una medalla de bronce en el Campeonato Europeo de Judo de 2020, en la categoría de –66 kg.

## Palmarés internacional
| Juegos Olímpicos   | Juegos Olímpicos        | Juegos Olímpicos  | Juegos Olímpicos |
| Año                | Lugar                   | Medalla           | Categoría        |
| ------------------ | ----------------------- | ----------------- | ---------------- |
| 2020               | Tokio (Japón)           | Medalla de oro    | Equipo mixto     |
| Juegos Europeos    |                         |                   |                  |
| Año                | Lugar                   | Medalla           | Categoría        |
| 2019               | Minsk (Bielorrusia)     | Medalla de bronce | Equipo mixto     |
| Campeonato Europeo |                         |                   |                  |
| Año                | Lugar                   | Medalla           | Categoría        |
| 2020               | Praga (República Checa) | Medalla de bronce | –66 kg           |